# Michelangelo Alfano
Michelangelo Alfano (Bagheria, 9 novembre 1940 – Messina, 17 novembre 2005) è stato un imprenditore e mafioso italiano, appartenente a Cosa Nostra.

## Biografia
Originario di Bagheria, in provincia di Palermo, nel 1979 si trasferì a Messina in qualità di titolare di un'impresa che aveva in appalto la pulizia delle carrozze ferroviarie e divenne inoltre per un certo periodo presidente della società calcistica dell'ACR Messina, all'epoca militante in Serie C1.
Indagato la prima volta per mafia nel 1984 dall'allora giudice istruttore Giovanni Falcone a seguito delle dichiarazioni del collaboratore di giustizia Totuccio Contorno, fu condannato nel 1996 per associazione a delinquere nell'ambito del cosiddetto maxiprocesso quater poiché considerato il principale referente di Cosa nostra nella città di Messina e fu arrestato nuovamente nel 2000 per rapporti illeciti con la magistratura, in particolare con il sostituto procuratore Giovanni Lembo. Secondo gli investigatori egli era il "ponte" di collegamento tra la mafia della sua città natale e il capoluogo peloritano, ed era inoltre in stretti rapporti con le cosche messinesi e la 'ndrangheta radicata nella città.
Trovato morto nel 2005, si ipotizzò il suicidio.